# مشاري القريشي
مشاري القريشي (مواليد 1 يناير 1995) هو لاعب كرة قدم سعودي .
```
لعب سابقاً في 
نادي الشباب
 في الفئات السنية و 
نادي المجزل
 
ونادي الرياض
.
```